# Космос-2407
Космос-2407 је један од преко 2400 совјетских вјештачких сателита лансираних у оквиру програма Космос.
Космос-2407 је лансиран са космодрома Плесецк, Русија, 22. јула 2004. Ракета-носач Космос је поставила сателит у орбиту око планете Земље. 